# Zuzana Ondrášková
Zuzana Ondrášková (Opava, 1980. május 3. –) cseh teniszezőnő. 1995-ben kezdte profi pályafutását, tizenhét egyéni ITF-torna győztese. Legjobb egyéni világranglista-helyezése hetvennegyedik volt, ezt 2004 februárjában érte el.

## Eredményei Grand Slam-tornákon

### Egyéniben
| Torna           | 2008   | 2007   | 2006   | 2005   | 2004   | 2003   | 2002   |
| --------------- | ------ | ------ | ------ | ------ | ------ | ------ | ------ |
| Australian Open | -      | 2. kör | 2. kör | 1. kör | 1. kör | -      | -      |
| Roland Garros   | -      | 1. kör | 2. kör | -      | -      | 2. kör | -      |
| Wimbledon       | 1. kör | 1. kör | -      | 1. kör | -      | 1. kör | 1. kör |
| US Open         | -      | -      | 1. kör | 1. kör | -      | 1. kör | -      |

## Év végi világranglista-helyezései
| Év       | 1997 | 1998 | 1999 | 2000 | 2001 | 2002 | 2003 | 2004 | 2005 | 2006 | 2007 | 2008 |
| Helyezés | 809. | 296. | 272. | 212. | 196. | 128. | 87.  | 143. | 78.  | 108. | 139. | 189. |

## Külső hivatkozások
- Zuzana Ondrášková profilja a WTA oldalán (angolul)